# چوب‌خزک نوک‌عاجی
چوب‌خزک نوع‌عاجی (نام علمی: Xiphorhynchus flavigaster) گونه‌ای از پرندگان در زیرتیرهٔ چوب‌خزکان (Dendrocolaptinae) از تیرهٔ تنورمرغان (Furnariidae) است. در بلیز، کاستاریکا، السالوادور، گواتمالا، هندوراس، مکزیک و نیکاراگوئه یافت می‌شود.